# Dieter Hübner
Dieter Hübner, natif et habitant de La Paz, est un ancien pilote de rallyes et sur circuits bolivien.

## Biographie
Il débuta la compétition automobile en 1960, devenant dès l'année suivante l'un des tout meilleurs pilotes de son pays.
En son honneur, il devint le premier membre titulaire de la nouvelle Febad, en 1990 (Federación Boliviana de Automovilismo Deportivo).

## Palmarès

### Titres
- Septuple Champion de Bolivie (titre groupé, des rallyes et sur circuits): 1963, 1966, 1969, 1972, 1975, 1976 et 1977 (organisé par l'Automóvil Club Boliviano, puis par la Febad à partir de 1990), seulement devancé par la suite par Armin Franulic, avec huit titres de 1984 à 2007 (pilote né en 1943).

### Victoires notables, et place d'honneur
- Rallye Chemins de l'Inca (épreuve internationale péruvienne de rallye-raid): 1977 (copilote Alfredo Méndez, sur Ford Escort) (seul pilote bolivien avec José Camacho à remporter cette course);
- 3 Gran Premio Nacional del Bolivia ("le GPN", sur le circuit de la capitale): 1972, 1976 et 1977;
  - 13e du Rallye de la Coupe du Monde Londres-Mexico 1970 (en) (Rallye de la Coupe du Monde 1970, dit alors Marathon), 1er équipage sud-américain (avec ses compatriotes William Bendeck (en) -dit El Gran Willy- (1934-1971, originaire de Santa Cruz et spécialiste des courses sur circuits, vainqueur du GPN en 1967 et 1969, et de 6 titres nationaux en 1961, 1964, 1967, 1968, 1969 and 1971, grâce à ses performances essentiellement sur circuits -pour voitures de production- (5 en "Fuerza Libre", 1 en "Cilindrada Limitada"), et Jorge Burgoa (champion de Bolivie 1970, né en 1933 à La Paz), sur BMW 2002TI).